# ハース・VF-17
ハース・VF-17 (Haas VF-17) は、ハースF1チームが2017年のF1世界選手権参戦用に開発したフォーミュラ1カーである。

## 概要

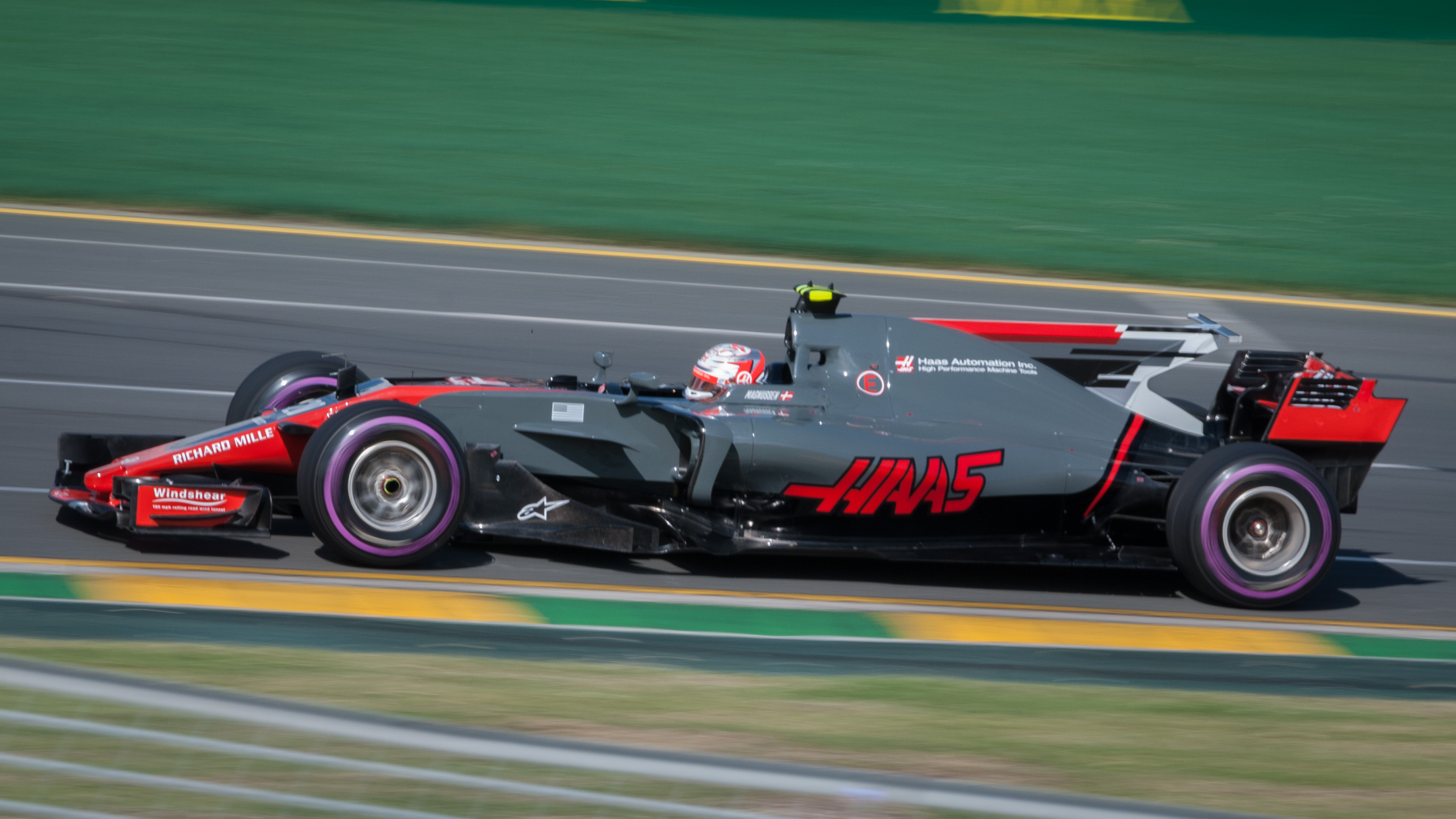
開幕戦オーストラリアGP時点のVF-17（ドライバーはケビン・マグヌッセン）。「HAAS」の文字が赤い。

2017年2月25日にシェイクダウンを行い、翌26日に正式発表された。
前年に引き続き、フェラーリからパワーユニットおよび関連パーツが供給され、ダラーラがシャシーを制作した。
ベースカラーが前年のホワイトからグラファイトグレーに変わり、フェラーリなど多くのマシンと同様にノーズ先端には突起が付き、エンジンカバーにはシャークフィンが装着された。サイドポッドを取り囲むようなパネルが特徴となっている。
モナコGPからカラーリングが変更され、フロント部分やリアウイング、サイドの "HAAS" の文字がレッドからホワイトに変わり、残りは濃いグレーで覆われる。その他のレッドだった部分も光沢のあるグレーに変更された。

## 2017年シーズン
ドライバーはロマン・グロージャンが残留、ルノーからケビン・マグヌッセンが移籍。
前年のVF-16で問題が多発したブレンボのブレーキはVF-17でも解決できず、プレシーズンテストでカーボン・インダストリーのブレーキマテリアルと平行使用し、バーレーンGP後のインシーズンテスト、ロシアGP、イギリスGP、ハンガリーGPのフリー走行でもカーボン・インダストリー製ブレーキをテストした。なお、グロージャンは前年からブレンボのブレーキ問題に悩まされる一方、新加入のマグヌッセンはブレンボのブレーキにうまく対処できているとチーム代表のギュンター・シュタイナーは認めている。
カラーリングを変更した第6戦モナコGPでチーム初のダブル入賞を果たした。第9戦オーストリアGPで前年のポイントに並び、第12戦ベルギーGPで上回った。第16戦日本GPで2度目のダブル入賞を果たし、トロ・ロッソやルノーとランキング6位を争える位置にいたが、これ以後は低調な成績に終わり、ランキングは前年と同じ8位となった。

## スペック

### シャシー
- シャシー構造：カーボンファイバー/ハニカムコンポジット構造
- ボディーワーク：カーボンファイバー
- サスペンション（フロント&リア）：プッシュロッド式トーションスプリング
- ダンパー：ZFザックス
- ステアリング：フェラーリ
- シートベルト：サベルト
- ドライバーズシート：カーボンファイバー製
- ブレーキ：ブレンボ[7] カーボンファイバー製ディスクブレーキ、ブレーキパッド、6ピストンブレーキキャリパー
- ホイール：OZレーシング
- タイヤ：ピレリ P-Zero
- トランスミッション：フェラーリ セミオートマチック・シーケンシャル電子制御（クイックシフト） 8速＋リバース1速
- クラッチ：APレーシング
- 燃料タンク：ATL
- 燃料・潤滑油：シェル
- 全幅：2,000mm
- 重量：728kg（ドライバーを含む）

### パワーユニット
- 型式：フェラーリ 062
- 排気量：1,600cc
- 気筒数：V型6気筒 ターボ
- 最高回転数：15,000rpm（レギュレーションで規定）
- ディファレンシャル：フェラーリ サーボコントロール油圧リミテッドスリップディファレンシャル

## 記録
| 年   | No. | ドライバー   | 1   | 2   | 3   | 4   | 5   | 6   | 7   | 8   | 9   | 10  | 11  | 12  | 13  | 14  | 15  | 16  | 17  | 18  | 19  | 20  | ポイント | ランキング |
| 年   | No. | ドライバー   | AUS | CHN | BHR | RUS | ESP | MON | CAN | AZE | AUT | GBR | HUN | BEL | ITA | SIN | MAL | JPN | USA | MEX | BRA | ABU | ポイント | ランキング |
| ---- | --- | ------------ | --- | --- | --- | --- | --- | --- | --- | --- | --- | --- | --- | --- | --- | --- | --- | --- | --- | --- | --- | --- | -------- | ---------- |
| 2017 | 8   | グロージャン | Ret | 11  | 8   | Ret | 10  | 8   | 10  | 13  | 6   | 13  | Ret | 7   | 15  | 9   | 13  | 9   | 14  | 15  | 15  | 11  | 47       | 8位        |
| 2017 | 20  | マグヌッセン | Ret | 8   | Ret | 13  | 14  | 10  | 12  | 7   | Ret | 12  | 13  | 15  | 11  | Ret | 12  | 8   | 16  | 8   | Ret | 13  | 47       | 8位        |

- 太字はポールポジション、斜字はファステストラップ（key）
- † 印はリタイアだが、90%以上の距離を走行したため規定により完走扱い。